# Papež Štefan IV.
Štefan IV., imenovan tudi Štefan V., papež, * okrog 770 Rim (Papeška država, Frankovsko kraljestvo), † 24. januar 817 Rim ( Papeška država, Italija, Sveto rimsko cesarstvo).

## Življenjepis
Takoj, ko so končali pogrebne obrede za Leonom III. , so izvolili za papeža diakona Štefana, plemenitega sina Marina (Marinus) Colonna. Njegovo ime pomeni venec. Že v mladosti je vstopil v cerkveno službo za časa  Hadrijana I.. Leon III. ga je posvetil za diakona. Šolal se je v znameniti Lateranski šoli, kjer je prejem znanstveno in nravno vzgojo v duhu rimskega izročila. 

### Obnova prijateljstva
Na prestolu frankovske države je že poldrugo leto sedel  Ludvik Pobožni  (814-840), ki ga je »spodbudila srčna dobrota, da je izročil oblast v roke svojih svetovalcev; ni pa imel srečne roke pri izbiri ter je tako postal orodje njih in njihovih strank.« Ludvik si je želel cesarske krone, ki bi mu jo mogel položiti na glavo seveda le papež. V Leonovem času pa – verjetno v svesti si svoje neznačajnosti – se ni podal v Rim; prek istega poslanstva pa, ki mu je prineslo novico o izvolitvi Štefana IV., je zaprosil papeža, naj pride v Reims ter ga krona za cesarja. 
Štefan se je strinjal s predlogom. Najprej je prepričal Rimljane, da so prisegli zvestobo frankovskim vladarjem ter se podal na pot. Ludvika je v Reimsu kronal za sveto-rimskega cesarja s krono rimskih cesarjev in ga tudi mazilil. Obnovila sta pogodbo prijateljstva, ki je bila sklenjena že za časa Pipina. Sklenila sta tudi za obe strani ugodno pogodbo: Ludvik je s prisego zagotovil rimski Cerkvi njene pravice ter pomilostil žaljivce Štefanovega predhodnika  Leona , ki so se smeli vrniti iz izgnanstva skupaj s papežem Štefanom. Papež pa je cesarju obljubil, da bo z naklonjenostjo podpiral blaginjo države in pustil vladarju proste roko pri njenem vodenju. 

### Dela
Ko je bival na Frankovskem, je podelil palij škofu Teodulfu Orleanskemu, enemu glavnih vladarjevih svetovalcev. 

## Smrt in češčenje
Štefan ni mogel uresničiti dogovorjenega, ker je po vrnitvi v Rim že 25. januarja 817 umrl. Pokopan je v Baziliki sv. Petra v Vatikanu.
Kljub kratkotrajnemu pontifikatu je bil po mnenju zgodovinarjev zelo pomemben papež, ker je prispeval k zbližanju papeštva in vedno močnejšega Frankovskega kraljestva, kar je prišlo še bolj do izraza za časa njegovega naslednika Pashala I.. 
Njegov god je v katoliški Cerkvi 24. januarja.